# کریگ لوئیس (دوچرخه‌سوار)
کریگ لوئیس (انگلیسی: Craig Lewis؛ زادهٔ ۱۰ ژانویهٔ ۱۹۸۵) دوچرخه‌سوار اهل ایالات متحده آمریکا است. وی در مسابقات جیرو دیتالیا شرکت کرده است.